# Ignacio Zaragoza, Chihuahua
Ignacio Zaragoza är administrativ huvudort för kommunen med samma namn i delstaten Chihuahua i Mexiko. Vid folkräkningen år 2020 hade orten 2 830 invånare. Ignacio Zaragoza är belägen 2 011 meter över havet.

## Befolkningsutveckling
| Befolkningsutvecklingen i Ignacio Zaragoza 2005–2020 | Befolkningsutvecklingen i Ignacio Zaragoza 2005–2020 | Befolkningsutvecklingen i Ignacio Zaragoza 2005–2020 | Befolkningsutvecklingen i Ignacio Zaragoza 2005–2020 | Befolkningsutvecklingen i Ignacio Zaragoza 2005–2020 |
| ---------------------------------------------------- | ---------------------------------------------------- | ---------------------------------------------------- | ---------------------------------------------------- | ---------------------------------------------------- |
|                                                      |                                                      |                                                      |                                                      |                                                      |
| År                                                   |                                                      |                                                      | Folkmängd                                            |                                                      |
| 2005                                                 | 2005                                                 |                                                      | 3 190                                                |                                                      |
| 2010                                                 | 2010                                                 |                                                      | 3 518                                                |                                                      |
| 2020                                                 | 2020                                                 |                                                      | 2 830                                                |                                                      |
|                                                      |                                                      |                                                      |                                                      |                                                      |